# Sheer Islands
Sheer Islands är öar i Kanada.   De ligger i territoriet Nunavut, i den östra delen av landet, 2 000 km norr om huvudstaden Ottawa.